# 威廉·柯庭
威廉·柯庭爵士（1572年—1636年），是柯庭协会的创始人，比利时裔英国商人。其船队曾到达过巴巴多斯岛，“巴巴多斯”的名称正是由柯庭命名的。

## 家庭背景
柯亭祖上来自比利时。柯亭的父亲老柯亭是住在梅嫩的一名新教徒，因为受到西班牙统治者的宗教迫害，于1568年逃到了英国。
老柯亭逃来英国时已有一女，名玛格丽特。玛格丽特的丈夫来到英国不久后就去世了，之后玛格丽特改嫁给一名英国商人，名曰约翰·蒙西。
来到英国后，老柯亭除又有柯亭一子外，别有一子名曰彼得。

## 早年
柯亭在年轻的时候被父亲送回荷兰哈勒姆，负责打理家族的丝麻生意。
柯亭在哈勒姆结了婚，他娶了一个荷兰富商的聋哑女儿，并因此获得了六万镑的嫁妆。
在大约1600年的时候，柯亭把荷兰的生意事宜移交给弟弟打理，自己回到了英国。1606年，在原有家族生意的基础上，柯亭两兄弟联合他们的姐夫蒙西一起合伙创业，成立了柯亭蒙西联合公司（英文：Courten&Moncy）。他自己出资占一半，是三人中最大的股东。联合公司迅速成长，到了1631年据估算已有十五万磅的资产。
柯亭两兄弟的财富让他们同时也得到了爵位，两兄弟在1622至23年间各自被封爵。

## 航海业
柯亭并没有把眼光局限在英国或者欧洲，他经常组织船队去几内亚和西印度贸易。
1624年，柯亭的船队发现了一座岛屿，实际上柯亭船队并非第一批发现这座岛屿的欧洲人——在此之前早已有西班牙人与葡萄牙人来过，但却没有进行殖民，而这一回柯亭将其命名为巴巴多斯并最终使英国在此建立了长期的殖民，巴巴多斯至今仍是英联邦一员，英国女王仍是巴巴多斯今日的国家元首。
柯亭十分渴望拓展殖民业务，他在1625年甚至试图请愿获得对“Terra Australis Incognita”（大意为“世界南部的一切未知土地”）的殖民许可权。
1627年，柯亭终于获得了一位蓬姆卜罗克伯爵（英文：Earl of Pembroke）的许可，与其共治巴巴多斯。然而三年以后，他结交的这位伯爵与另一位名叫詹姆斯·黑的卡利索伯爵（英文：James Hay, Earl of Carlisle）发生了领地纠纷，卡利索伯爵指出他早在1627年就获得了对全部处于10°N至20°N之间一切加勒比岛屿的权利，因此蓬姆卜罗克伯爵对巴巴多斯没有权力，而柯亭的投入也都给他人做了嫁衣。柯亭称自己损失了四万四千磅。

## 晚年挫折
在巴巴多斯的损失，荷兰人在英国殖民地的屠杀，借给王室的大额款项被赖账，以及柯亭的弟弟彼得·柯亭在1631年的离世都给了柯亭不小的打击，而此时，柯亭的侄子，即他姐姐的儿子彼得·博迪恩（英文：Peter Boudean）更是让他焦头烂额。彼得·博迪恩游手好闲，却仅仅因为彼得·柯亭没有子嗣的缘故，便继承了柯亭蒙西联合公司在荷兰的一切业务。1632年彼得·博迪恩的继父约翰·蒙西之死更是使得公司结构变得只剩下他们两人针锋相对。
尽管如此，柯亭晚年仍旧非常富有，而他也从未放弃过对海上殖民的追求，并组建了柯亭协会，试图在中国进行贸易，然而却不甚成功，这次失败给了他最后一击，并死在了1636年的五六月交际间。

## 子女后代
柯亭共有二子三女。
- 长子彼得·柯亭系与首任妻子所生，有伍斯特郡爱尔丁顿男爵爵位（英语：Courten baronets），死于1624年，无子嗣，男爵爵位断绝。
- 次子威廉·柯亭系与二妻所生，因经营父亲财产不利破产，搬往意大利，有一子威廉·柯亭，自然学家。
- 长女海斯特系与二妻所生。
- 次女玛丽系与二妻所生。
- 三女安娜，系与二妻所生，明英战争中的“安娜号”即是为她命名的。